# Acrocordiopsis
Acrocordiopsis är ett släkte av svampar. Acrocordiopsis ingår i familjen Melanommataceae, ordningen Pleosporales, klassen Dothideomycetes, divisionen sporsäcksvampar och riket svampar.
|                | Ostropella                                                                          |
|                |                                                                                     |
|                | Astrosphaeriella                                                                    |
|                |                                                                                     |
|                | Xenolophium                                                                         |
|                |                                                                                     |
|                | Nigrolentilocus                                                                     |
|                |                                                                                     |
| Acrocordiopsis | \| \| Acrocordiopsis patilii \| \| \| \| \| \| Acrocordiopsis sphaerica \| \| \| \| |
|                | \| \| Acrocordiopsis patilii \| \| \| \| \| \| Acrocordiopsis sphaerica \| \| \| \| |
|                | Mycopepon                                                                           |
|                |                                                                                     |
|                | Sporidesmiella                                                                      |
|                |                                                                                     |
|                | Pleurophomopsis                                                                     |
|                |                                                                                     |
|                | Aposphaeria                                                                         |
|                |                                                                                     |
|                | Melanomma                                                                           |
|                |                                                                                     |
|                | Schizostoma                                                                         |
|                |                                                                                     |
|                | Calyptronectria                                                                     |
|                |                                                                                     |
|                | Ohleria                                                                             |
|                |                                                                                     |
|                | Byssosphaeria                                                                       |
|                |                                                                                     |
|                | Javaria                                                                             |
|                |                                                                                     |
|                | Caryosporella                                                                       |
|                |                                                                                     |
|                | Anomalemma                                                                          |
|                |                                                                                     |
|                | Karstenula                                                                          |
|                |                                                                                     |
|                | Bicrouania                                                                          |
|                |                                                                                     |
|                | Dangeardiella                                                                       |
|                |                                                                                     |
|                | Asymmetricospora                                                                    |
|                |                                                                                     |
|                | Acrocordiopsis patilii                                                              |
|                |                                                                                     |
|                | Acrocordiopsis sphaerica                                                            |
|                |                                                                                     |

|  | Acrocordiopsis patilii   |
|  |                          |
|  | Acrocordiopsis sphaerica |
|  |                          |